# Mongnai
Mongnai (Mone) és un estat dels Estats Shan dins l'estat Shan de Myanmar. Té uns 5129 km² incloent els subestats de Kengtawng, Kengkham i Mongsit. La capital és Mongnai situada a la vora d'un afluent del Teng.
El principat va tenir el quart lloc en el rang a causa del fet que en el segle xviii era seu d'un virrei (Sitkegyi) de Birmània per als Estats Shan del sud, que va residir a la ciutat amb una guarnició de 400 homes que els prínceps de la zona havien de mantenir, i que a més vigilava la frontera amb Siam i Chiengmai. Gràcies a la guarnició, que a més rebia un sou del govern reial birmà, la ciutat va prosperar i va tenir entre 6000 i 10000 habitants amb una punta d'uns 15.000 habitants. Després de la rebel·lió de 1882 la població va quedar reduïda a unes 5000 persones, que eren les que restaven en arribar els britànics el 1887. El virregnat va existir fins al 1886.

## Història
La llegendària fundació de Mongnai es data vers el 519 aC amb el nom de Kambawza. Fou un principat feudatari de Mong Mao, rival de Chiengmai i s'estenia de Yawnghwe a la regió de Myelat. El 1802 la superfície del principat fou reduïda però el principat de Kengtung es va posar sota la seva dependència 
Un guerrer anomenat Twet-Nga-Lu va atacar la ciutat i més tard es va posar al servei dels birmans i fou nomenat administrador de Kengtung pel rei Thibau (1878-1885). El príncep de Mongnai es va oposar al nomenament. El rei, ofès, el va fer cridar però el príncep va enviar a sa germana a la que el rei birmà va fer detenir i el príncep cridat altra vegada. Com que es demorava les autoritats birmanes van donar ordre als prínceps de Mawkmai i Kengtung, de detenir al príncep si es refugiava als seus estats. El príncep es va revoltar. Els birmans van provocar una massacra identificant als shans als que fien dir una paraula (Tomàquet, en shan makhersohm) que no saben pronunciar. Cinc regiments enviats des Mandalay van ocupar Mongnai auxiliats per prínceps lleials, mentre d'altres prínceps es posaven al costat del rebel. Twet-Nga-Lu va ser proclamat príncep de Mongnai però el príncep de Mongpawn va ocupar Kengtung que va entregar als revoltats, que el van fer servir de base. Twet va demanar ajuda als siamesos i va atacar els feus rebels (vers 1884-1885) però el 1886 van arribar els britànics i Twet fou arrestat pel tinent Fowler. Mongnai va tornar així al seu antic príncep però llavors es va revoltar contra els britànics dins la confederació del príncep Limbin, fins al 1887 en què va acceptar el protectorat. El príncep va morir el 1914. El seu fill i el net el van succeir. El darrer va morir el 1949 i el va succeir el seu fill Sao Pye que fou el darrer príncep que va governar doncs, com els altres prínceps, va abdicar el 1959 i després Mongnai fou una de la Repúbliques de la unió d'Estats Shan que constituïren l'Estat Shan, amb vocació d'independència, però part de Myanmar.

### Sawpaws de Mongnai
- Khun Nu Nom 1850 - 1875
- Khun Kyi 1875 - 1914
- Khun Kyaw Sam 1914 - 1928
- Khun Kyaw Ho 1928 - 1949
- Sao Khun Pye 1949 - 1959